# Hydrellia mayoli
Hydrellia mayoli är en tvåvingeart som beskrevs av Canzoneri och Rallo 1996. Hydrellia mayoli ingår i släktet Hydrellia och familjen vattenflugor. Inga underarter finns listade i Catalogue of Life.